# Temporada do Superbike Brasil de 2013
A Temporada de SBK Brasil de 2017 foi a 8º deste campeonato brasileiro.

## Calendário
Lista de corridas
– 1ª Etapa – 10/3 – Interlagos/SP
– 2ª Etapa – 14/4 – Santa Cruz do Sul/RS
– 3ª Etapa – 28/4 – Interlagos/SP
– 4ª Etapa – 02/6 – Interlagos/SP
– 5ª Etapa – 30/6 – Interlagos/SP
– 6ª Etapa – 14/7 – Interlagos/SP
– 7ª Etapa – 25/8 – Interlagos/SP
– 8ª Etapa – 29/9 – Velopark/RS
– 9ª Etapa – 10/11 – Cascavel/PR
– 10ª Etapa – 08/12 – Santa Cruz do Sul/RS

## Campeões da Temporada 2013
| Categoria                       | Campeão                            | Info  |
| ------------------------------- | ---------------------------------- | ----- |
| SuperBike                       | 36 - Maico Teixeira                | [ 2 ] |
| SuperBike Pro Amador            | 144 - Marcelo Cortes               | [ 2 ] |
| SuperBike Pro Estreante         | 777 - Pablo Moysés                 | [ 2 ] |
| SuperBike Pro Master            | 94 - Carlos Augusto Pop            | [ 2 ] |
| 600cc SuperSport Pro            | 777 - Douglas Figueiredo           | [ 2 ] |
| 600cc SuperSport Pro Amador     | 19 - Douglas Pecoraro              | [ 2 ] |
| SuperBike Light                 | 137- James Mike                    | [ 2 ] |
| SuperBike Light Master          | 71 - Jun Sakakibara                | [ 2 ] |
| Copa Honda CB 300R Pro          | 55 - Osvaldo Jorge Filho, o Duende | [ 2 ] |
| Copa Honda CB 300R Light        | 50 - Allex Alvarenga               | [ 2 ] |
| Copa Kawasaki Ninja 300cc Pro   | 46 - André Gama                    | [ 2 ] |
| Copa Kawasaki Ninja 300cc Light | 15 - William Rodrigo Ribeiro       | [ 2 ] |
| Copa Kawasaki Ninja 250R Pro    | 9 - Marcelo Augusto Cristal        | [ 2 ] |
| Copa Kawasaki Ninja 250R Light  | 44 - Claudinei Costa e Silva       | [ 2 ] |
| Honda Junior Cup                | 46 - Lucas Torres                  | [ 2 ] |

## Exibição no Brasil
| Transmissão | Transmissão                 |
| ----------- | --------------------------- |
| ESPN Brasil | Narração: Luiz Carlos Largo |
| ESPN Brasil | Narração: Dudu Monsanto     |
| ESPN Brasil | Comentários: Gian Calabrese |
| ESPN Brasil | Comentários: Felipe Motta   |